# أوسكار روزنفيلد
أوسكار روزنفيلد (بالبولندية: Oskar Rosenfeld؛ بالألمانية: Oskar Rosenfeld) هو مترجم وصحفي وكاتب نمساوي وبولندي، ولد في 13 مايو 1884 في Koryčany ‏ في التشيك، وتوفي في 1 أغسطس 1944 في معسكر أوشفيتز بيركينو في بولندا.